# Dom (juridik)
Dom är en domstols slutliga, formella avgörande i saken prövad av en jury eller domare i  en civilrättslig tvist, ett brottmål eller ett förvaltningsrättsligt mål. En dom kan också avgöra en oklarhet om ett rättsligt förhållande. 
Med denna uppdelning kan man, beträffande de allmänna domstolarna, indela domar i tre grupper
1. Civilrättsliga domar
2. Brottmålsdomar och
3. Konstitutiv dom

De allmänna förvaltningsdomstolarna dömer i förvaltningsrättsliga mål.
En dom är vanligtvis det slutliga steget i en juridisk process. Ett mål kan även avgöras genom slutligt beslut.
En dom som fälls förutsätter att det finns en eller flera domare och ett normsystem (lagar), som ska tillämpas.
- I civilmål fordras en part som anhängiggjort talan och en motpart, ofta betecknad svarande samt ett yrkande.
- I ett brottmål fordras en åklagare och en misstänkt som anklagas för ett påstått brott.

I domen skall finnas: ett domshuvud som redogör för uppgifter om bland annat parterna, en recit som redogör för de yrkanden och invändningar som uppkommit i målet samt grunderna för dessa, och domskäl som redogör rättens motiveringar för domslutet.

## Historik
Om tiden innan lagar nedtecknades vet vi föga.
Det sannolika är att ett visst rättssystem upprätthölls och att domar avkunnades  vid till exempel stöld eller falskt vittnesmål.
Den äldsta kända uppteckningen av lagar är Hammurabis lagar som bygger på äldre gammalbabyloniska lagar. 
Senare följdes den av mosaisk rätt, som påstås ha överlämnats av Moses. Den mest kände domaren i förkristen tid var kung Salomo. Domar avkunnades också av präster och de avkunnades då ”inför Herrens ansikte.

## Straffrätten
I ett brottmål kan domen bli skyldig eller icke skyldig, med undantag för Skottland och Nederländerna där domen kan bli inte bevisat skyldig. Olika åtalspunkter kan i samma mål kan rendera olika domar.
En fällande dom i ett brottmål åtföljs vanligtvis av en påföljd.

## Dom enligt svensk rätt

### Historik
De svenska landskapslagarna började nedtecknas omkring 1220, vilket år Västgötalagen anses nedtecknad. De olika landskapslagarna gällde för en lagsaga som ungefär motsvarade vad som idag betecknas landskap. Domar avkunnades på ting vilket avhölls häradsvis under ledning av en häradshövding eller lagmannen.[källa behövs]

### Modern tid
De centrala bestämmelserna om domar återfinns i Rättegångsbalken (1942:740). Rättens avgörande av saken sker genom dom. Domen ska grundas på vad som förekommit vid huvudförhandlingen. Detta är exempel på omedelbarhetsprincipen. När ett mål avgörs utan huvudförhandling, skall domen grundas på vad handlingarna innehåller och vad som i övrigt förekommit i målet.
Dom må ej givas över annat eller mera, än vad part i behörig ordning yrkat. I tvistemål där förlikning är tillåten får  dom ej grundas å omständighet, som icke av part åberopats till grund för hans talan.
Domstolen svarar alltså endast på det parten yrkat. Som man ropar får man svar. Har en part av misstag framställt fel yrkande eller åberopat fel grund får han stå sitt kast. Domstolen har ingen skyldighet; inte ens någon rätt att korrigera hans misstag. I dispositiva tvistemål gäller den så kallade dispositionsprincipen som innebär bland annat att domstolen inte får grunda sin dom på en omständighet, som part inte har åberopat till grund för sin talan. Ett enkelt exempel kan åskådliggöra detta.
Käranden (A) åberopar ett elva år gammalt skuldebrev och kräver svaranden (B) på betalning. B invänder att han har erlagt betalning redan för många år sedan men förmår inte styrka det. Domstolen kan inte annat än meddela dom i enlighet med yrkandet. Hade B istället invänt att fordran var preskriberad hade domstolen sannolikt funnit att så var fallet och ogillat As talan. En dom skall avfattas skriftligen och i skilda avdelningar ange
1. domstolen samt tid och ställe för domens meddelande,
2. parterna samt deras ombud eller biträden,
3. domslutet,
4. parternas yrkanden och invändningar samt de omständigheter som dessa grundats på och
5. domskälen med uppgift om vad som är bevisat i målet.

En högre rätts dom skall i den utsträckning det behövs innehålla en redogörelse för lägre rätts dom.
Om en part har rätt att överklaga eller att ansöka om återvinning, ska det i domen anges vad han i så fall skall iaktta.

### Tredskodom
Tredskodom kan utfärdas i förenklad form.

### Deldom
Deldom är en processrättslig term och innebär en dom som gäller endast specifika yrkanden som framställts rätten. Avgörandet kan bestå av en särskild fråga i ett mål eller flera gemensamt handlagda mål, exempelvis när det i samma rättegång behandlas flera käromål eller åtal. En deldom sker separat, och har samma rättsverkningar som en vanlig dom, men saknar betydelse för de övriga käromålens utfall i den fortsatta rättegången. Avkunnade av deldom är vanliga i tvistemål som familjerättsliga mål där käromål om både äktenskapsskillnad och vårdnad av barn har väckts, men förekommer även i brottmål.

### Mellandom
Mellandom är en processrättslig term som beskriver förfarandet för att dela upp en rättegång i flera delar, där en dom i delfråga i ett eller flera mål avgörs, som har prejudicell betydelse för avgörandet i ett mål i sin helhet. En mellandom får därför betydelse för den fortsatta domstolsförhandlingen och dess möjliga utfall; ifall käromålet ogillas i ett tidigt stadium är vidare bevisning och utredning onödig och kan därför undvikas. En mellandom har samma rättsverkningar som en vanlig dom, men skiljs från deldom genom att ha betydelse för hela målet.

### Skiljedom
I mål där förlikning kan träffas kan parterna komma överens om att tvisten ska slitas av skiljemän enligt Lag om skiljeförfarande (1999:116).
En skiljedom ska vara skriftlig och undertecknas av skiljemännen. Det är tillräckligt att domen är undertecknad av flertalet skiljemän om orsaken till att inte samtliga skiljemän undertecknat skiljedomen är angiven i denna. Parterna får bestämma att skiljenämndens ordförande ensam undertecknar skiljedomen.
I skiljedomen skall dagen för dess meddelande och platsen för skiljeförfarandet anges.
Skiljedomen skall genast tillställas parterna.

### Kanslidom
Kanslidom är en dom som inte avkunnats i direkt anslutning till rättegångsförhandlingens avslutande beslutsöverläggning, utan meddelas parterna skriftligt genom domstolens kansli på ett angivet datum. I Sverige skall i regel kanslidomen finnas tillgänglig senast två veckor efter det att förhandlingen avslutats.

## Förseglad dom
Förseglad dom är en dom i bland annat USA som får sitt tillkännagivande fördröjt eftersom avgörandet nåtts av juryn under den tid som rätten inte sammanträder. Domen läggs därför i ett kuvert som förseglas av juryns medlemmar innan de skiljs åt, i väntan på att domare, parterna och advokaterna ska återsamlas i domstolen. Kuvertet öppnas och läses när rätten återsamlats till förhandling och den har samma verkan som om domen hade meddelats av juryn medan rätten var samlad. En förseglad dom är däremot endast en överenskommelse mellan jurymedlemmarna, och har inte vunnit laga kraft förrän den tagits upp i rätten, registrerats och juryn upplösts.